# Le Dôme (Marseille)
Pour les articles homonymes, voir dôme.
Le Dôme de Marseille est la principale salle de spectacle de Marseille, située sur l'esplanade Saint-Just dans le quartier du même nom.
Depuis 1994, le Dôme est devenu de par son implantation et sa structure, le rendez-vous incontournable des diverses formes de spectacles dans le sud de la France : rock, variétés, danse classique et contemporaine, théâtre, spectacles comiques. 
La salle peut accueillir de 1 200 à 8 500 spectateurs selon la configuration du spectacle. 
Sa coupole, conçue par l'architecte Denis Sloan, rappelle la coque d'un bateau retourné et est soutenue par un arc de 27 m de hauteur. 
Le Dôme peut accueillir également grâce à sa capacité modulable rendue possible par un astucieux jeux de rideaux de jauge, les conventions d'entreprises. 
Depuis son inauguration en 1994, le Dôme a accueilli en moyenne 300 000 spectateurs par an.

## Événements

### Concerts
- International : Muse, Slayer, Éric Clapton, Genesis , Janet Jackson, Céline Dion, Metallica, Spice Girls, Alanis Morissette, Bob Dylan, David Bowie, Robert Plant et Jimmy Page, The Corrs, Avril Lavigne, Coldplay, Laura Pausini, Deep Purple, Depeche Mode, Ricky Martin, Toto, André Rieu, Eros Ramazzotti, Ben Harper, Beyoncé, Lionel Richie, Julio Iglesias, Snoop Dogg, Kool and the Gang, Zucchero, Joe Cocker, Tokio Hotel, Alicia Keys, The Cure, James Blunt, Tracy Chapman, Oasis, Chris Brown, Lenny Kravitz, Placebo, The Cranberries, Sean Paul, Bob Dylan, Alice Cooper, Leonard Cohen, Rihanna, Mika, Usher, ZZ Top, Scorpions, Sting, Lil Wayne, Earth, Wind and Fire, Bruno Mars, will.i.am, Stromae, Violetta Live

- Français : Mylène Farmer, Alizée, Corneille, Bénabar, Julien Clerc, France Gall, Lorie, Alain Souchon & Laurent Voulzy, Marc Lavoine, Jean-Louis Aubert, Indochine, Natasha St-Pier, Garou, Nolwenn Leroy, M. Pokora, Patrick Bruel, Johnny Hallyday, Pascal Obispo, Serge Lama, Eddy Mitchell, Chimène Badi, Yannick Noah, Hélène Ségara, Renaud, Michel Polnareff, Zazie, Michel Sardou, Calogero, Christophe Willem, Vanessa Paradis, Charles Aznavour, Jenifer, Sylvie Vartan, Christophe Maé, Dany Brillant, Cali, Chantal Goya, Frédéric François, Francis Cabrel, Raphael, Olivia Ruiz, Lara Fabian, Patricia Kaas, Roch Voisine, Jacques Dutronc, Jean-Michel Jarre, -M-, Gérald de Palmas, Florent Pagny, Roberto Alagna, Hugues Aufray, Patrick Fiori, Louane, Véronic DiCaire, David Guetta, Tal, Keen'V, Michaël Gregorio, Shy'm, Maître Gims, Kendji Girac, Kids United, Fréro Delavega, Julien Doré, Psy 4 de la Rime, IAM, Bigflo et Oli, Jul ,Angèle, Dadju, Vitaa, Slimane, Redouane Bougheraba

### Spectacles

#### Musique

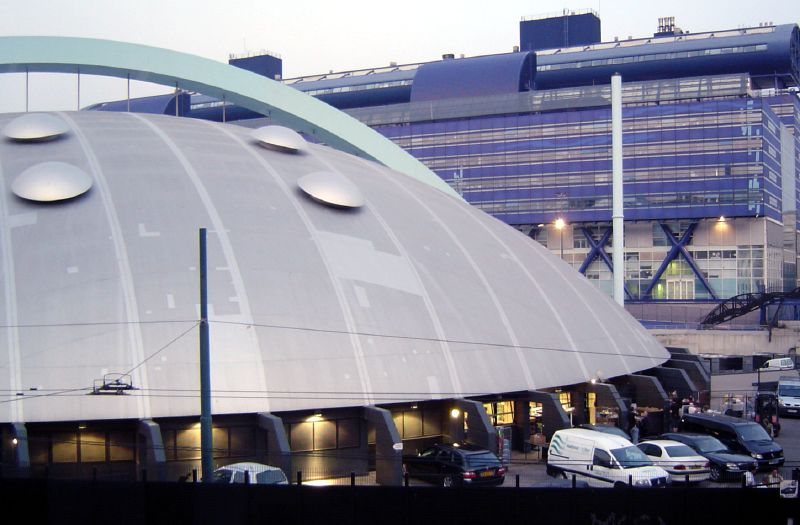
Le Dôme

- Les Enfoirés (Tous dans le même bateau), Le Roi Soleil, Âge tendre, la tournée des idoles, Star Academy, Lord of the Dance, NRJ Music Tour, Le Soldat rose, High School Musical, Cléopâtre, RFM Party 80, Mozart, l'opéra rock, Les dix commandements, 1789 : Les Amants de la Bastille, Dracula, l'amour plus fort que la mort, Mamma Mia !, Danse avec les stars, The Voice, Salut les copains, Stars 80, Robin des Bois, Résiste, La Légende du roi Arthur

#### Autres
- Patinage artistique : Disney on Ice
- Enfant : Dora l'exploratrice, Franklin, Oui-Oui, T'choupi
- Magie : Éric Antoine, Dani Lary
- Concours : Miss France 2020, Prodiges
- Théâtre : de 1997 à 1999, dans le cadre de La Fête du Livre Jeunesse, le Badaboum Théâtre y joue "Peter Pan", "Popeye et le Jeep" ainsi que "Fanfan la Tulipe"[2].

### Humoristes
- Jean-Marie Bigard, Gad Elmaleh, Jamel Comedy Club, Stéphane Rousseau, Laurent Gerra, Élie Semoun, Franck Dubosc, Valérie Lemercier, Nicolas Canteloup, Pierre Palmade & Michèle Laroque, Florence Foresti, Dany Boon, Jamel Debbouze, Muriel Robin, Jérémy Ferrari, Baptiste Lecaplain, Arnaud Tsamere, Noëlle Perna, Kev Adams, Alexandre Astier, Les Chevaliers du fiel, Dieudonné Élie kakou

### Meetings politiques
- François Hollande (2012), Marine Le Pen (2017)

## Dessertes
- Ce site est desservi par le   (station Saint-Just - Hôtel du Département).
- Ce site est desservi par les lignes de bus      .